# Prizrensko-prištinska biskupija
Prizrensko - prištinska biskupija je jedina katolička biskupija na Kosovu i obuhvaća njegov cijeli teritorij. Izravno je podređena Svetoj Stolici.

## Zemljopisni smještaj i status
Prizrensko-prištinska biskupija (lat. Dioecesis Prisrianensis-Pristinensis) je biskupija Rimokatoličke Crkve koja obuhvaća cijelo područje Kosova. Sjedište biskupije nalazi se u Prizrenu, a susjedište je u Prištini. Biskupija je ponovno ustanovljena 2018. godine i ima status sui iuris, odnosno izravno je podređena Svetoj Stolici.

## Povijest
Sve do 2000. godine, područje današnje Prizrensko-prištinske biskupije nalazilo se u sastavu nekadašnje Skopsko-prizrenske biskupije. Odlukom Svete Stolice, tj. pape Ivana Pavla II. od 24. svibnja 2000. godine, spomenuta biskupija je razdjeljena na Skopsku biskupiju (za područje Republike Makedonije) i Prizrensku apostolsku administraturu (za područje Kosova). Prilikom osnivanja, Prizrenska apostolska administratura (lat. Apostolica Administratio Prisrianensis) je stavljena pod neposrednu upravu Svete Stolice. U isto vrijeme, za prvog apostolskog administratora u Prizrenu imenovan je Marko Sopi (Mark Sopi), titularni biskup Celerine, koji je bio etnički Albanac rodom s Kosova. Nakon njegove smrti početkom 2006. godine za novog apostolskog administratora u Prizrenu imenovan je Dodë Gjergji (Dodë Đerđi), titularni biskup Sapski, koji je takođe etnički Albanac rodom s Kosova.
Prizrenska apostolska administratura je od svog osnivanja u sastavu Međunarodne biskupske konferencije Sv. Ćirila i Metoda, koja obuhvaća sve rimokatoličke i grkokatoličke biskupije na području Srbije, Crne Gore, Kosova i Makedonije.
Odlukom Svete Stolice, tj. pape Franje od 5. rujna 2018. godine, dosadašnja Prizrenska apostolska administratura uzdignuta je u rang biskupije, sa službenim nazivom: Prizrensko-prištinska biskupija.  U isto vrijeme, dosadašnji apostolski administrator Dode Gjergji imenovan je prvim prizrensko-prištinskim biskupom.  Ovim odlukama, ispunjeni su raniji zahtjevi kosovskih katolika, koji su počevši od 2000. godine u nekoliko navrata upućivali molbe Svetoj Stolici za uzdignuće apostolske administrature u rang biskupije.
Pored ranijeg sjedišta pri staroj katedrali Naše Gospe u Prizrenu, Prizrensko-prištinska biskupija ima i novo upravno susjedište u Prištini, gdje je izgrađena katedrala Svete Majke Tereze iz Kalkute. Među kosovskim rimokatolicima koji su pod jurisdikcijom Prizrensko-prištinske biskupije, veliku većinu čine Albanci, ali i Hrvati u svojim starim enklavama, tj. u Letnici i Janjevu.

## Apostolski administratori
- mons. Marko Sopi (24. svibnja 2000. – 11. siječnja 2006.)
- mons. Dodë Gjergji (12. prosinca 2006. – 5. rujna 2018.)

## Biskupi prizrensko - prištinski
- mons. Dodë Gjergji (5. rujna 2018. – danas)